# 법원도서관
법원도서관(法院圖書館, Supreme Court Library of Korea)은 법원직원·집행관 등의 연수 및 양성에 관한 사무를 관장하는 대한민국 대법원의 소속기관이다. 1981년 1월 29일 발족하였으며, 2018년 12월 경기도 고양시 일산동구 호수로 550으로 이전하였고, 기존의 법원도서관 위치에 대법원열람실을 따로 하부 기관으로 설치하였다. 관장은 판사, 법원이사관 또는 법원부이사관으로 보한다.

## 설치 근거
- 「법원조직법」 제22조[4]

## 연혁
- 1972년 2월 25일: 법원행정처 조사국에 도서과를 설치하여 도서실의 운영·관리에 관한 사항을 관장하게 함.[5]
- 1974년 9월 1일: 판례·법원공보 등 편찬에 관한 사항을 이관하여 조사국에 판례편찬과를 설치.[6]
- 1981년 1월 29일: 대법원 직속 법원도서관으로 승격.[7]
- 1989년 9월 1일: 도서과의 소관 사무를 법원도서관으로 이관.[8]
- 1995년 9월 1일: 조사국의 소관 사무를 법원도서관으로 이관.[9]
- 2018년 12월: 경기도 고양시 일산동구 호수로 550(사법연수원과 같은 청사)로 이전, 기존 법원도서관 위치에 대법원열람실을 하부 기관으로 설치

## 조직

### 관장
사무국
- 총무과[11]
- 자료편찬과[11]
- 자료기획과[11]
- 지식운영과[11]
- 대법원열람실 (서울특별시 서초구 서초대로 219 대법원 청사 구내 위치)

## 소장 자료
- 법률도서: 262,347권
  - 국내서: 145,135권
  - 동양서: 63,970권
  - 서양서: 53,242권
- 일반도서: 31,060권
  - 국내서: 26,736권
  - 동양서: 1,801권
  - 서양서: 2,523권

또한, 법원(발행처: 법원행정처, 사법정책연구원 등)이 간행한 문헌들( 대법원판례집, 대법원판례해설, 영문판례집, 영문저널, 중문판례집, 사법논집, 사법, 재판자료집, 사법정책연구원 연구총서, 법원공보, 사법연감 등)을 웹사이트에서 pdf 파일 형태로 공개하고 있다.

## 같이 보기
- 법원도서관장